# Cijanovodik
Cijanovodik (HCN) je bezbojni, vrlo otrovni plin (vrelište na 25 °C, a ledište na -12 °C), karakteristična mirisa na gorke bademe. Vodena otopina cijanovodika je cijanovodična kiselina ( HCN(aq) ). O mnogim upotrebama njegovih soli govori se u anorganskoj kemiji.

Struktura linearne molekule cijanovodika je s trostrukom vezom između ugljika i dušika; H–C≡N.

## Dobivanje i upotreba
Najvažniji član reda, s industrijskog stajališta, jest cijanovodik. Industrijski se pripravlja katalitičkom oksidacijom amonijaka i metana zrakom. Izoliran je iz prirodnih izvora, iako se ne pojavljuje slobodan u biljkama. Nastaje hidrolizom raznih cijanogenetskih glikozida, koji su vrlo rasprostranjeni u prirodi. Najpoznatiji od njih je amigdalin (gorki sastojak koštice plodova iz familije šljiva), a u velikoj se koncentraciji nalazi u gorkom bademu (Amygdalus amarus), pa stoga i on sam ima miris po njima.

Hidrolizom amigdalina oslobađa se cijanovodična kiselina, glukoza i benzaldehid.

Upotrebljava se za dobivanje poliakrilata, koristan je reagens u organskoj kemiji, idealan je za uništavanje gamadi (dezinsekcija), itd.
U Njemačkoj je za vrijeme II svjetskog rata razvijen proces za sintezu cijanovodika od amonijaka i ugljikova monoksida, u kojem se izbjegava upotreba električne energije potrebne za dobivanje metalnog natrija. Reakcija ugljikova monoksida s bezvodnim metilalkoholom, uz visok pritisak i uz natrijev metoksid, daje metilformijat.
Reakcijom s amonijakom nastaje formamid i ponovno se dobiva metilalkohol.
HCOOCH3 + NH3 -> HCONH2 + CH3OH
Amid je bio dehidratiziran provođenjem para preko aluminijeva oksida pri 300 °C.

Potkraj rata proizvodilo se ovim procesom 460 tona mjesečno.
U USA se od 1948.g. cijanovodik proizvodi katalitičkom sintezom od amonijaka i posve čistog metana. Reakcija između metana i amonijaka kojom nastaje cijanovodik i vodik endotermna je, a toplina se pribavlja miješanjem plinova sa zrakom, pri čemu se spaljuje vodik i dio metana.
Konverzija amonijaka u cijanovodik obično je 67%-tna po prolazu, a ukupni prinos je 74%.

Cijanovodik i neproreagirani amonijak apsorbiraju se u vodenoj otopini pentraeritritola i borne kiseline. Ova je otopina dovoljno kisela da veže amonijak, dok se cijanovodik istjeruje iz nje grijanjem na 90 °C pod smanjenim pritiskom, a grijanjem na 130 °C oslobađa se i amonijak.

## Otrovnost i osobine
Cijanovodik se miješa s vodom i daje slabo kiselu otopinu. Kiselost je manja od kiselosti ugljične kiseline, što se vidi iz konstanti disocijacije 7,2 x 10−10, odnosno 4,3 x 10−7.
Cijanogenetski glikozidi su otrovni, pa ih je potrebno ukloniti prije nego što se biljka upotrijebi za hranu. Npr. glikozid kasave (manihot, tapioka) mora se ukloniti pri priređivanju tapioke. Stoka se može otrovati ispašom biljkama koje sadrže cijanogenetske glikozide.
Anorganski je spoj i premda je ekstremno vrlo i izrazito otrovna (i smrtonosna) tvar za ljude i životinje, nije otrovniji od sumporovodika, i uz odgovarajuću pažnju može se sa sigurnošću njime rukovati. Ima karakterističan sladak miris, više nalik slatkom okusu koji se osjeća na stražnjem dijelu ždrijela, što je dovoljno upozorenje prije nego nastupi opasna koncentracija. Kako je utvrđeno da neke osobe ne mogu osjetiti taj miris, uputno je ustanoviti individualnu osjetljivost mirisanjem krutog natrijeva cijanida, koji hidrolizom oslobađa malu količinu cijanovodika.
Čisti bezvodni cijanovodik je stabilan, ali u prisutnosti vode i drugih nečistoća, naročito alkalnih tvari, dolazi do stvaranja složenih reakcija kondenzacije i polimerizacije, pa nastaju tamno obojeni produkti. Ove reakcije mogu se odvijati eksplozivnom žestinom. Treba ga stoga čuvati samo u bezvodnom obliku. Metalni bakar i kobaltni oksalat izgleda da su najbolji stabilizatori.